# Società Sportiva Lanerossi Vicenza 1985-1986
Questa voce raccoglie le informazioni riguardanti la Società Sportiva Lanerossi Vicenza nelle competizioni ufficiali della stagione 1985-1986.

## Stagione
Il campionato 1985-1986 fu il primo nella serie cadetta dopo la retrocessione in Serie C avvenuta quattro anni prima, al termine della stagione 1980-1981. Ancora guidato dall'allenatore Bruno Giorgi il Vicenza parte bene ed è terzo al termine del girone di andata. Il girone ritorno è scosso dalle indagini dell'Ufficio Inchieste della FIGC, uno scandalo per il quale saltano in ballo anche due gare dei biancorossi, nonostante questi disturbi, il Vicenza mette in cascina i punti decisivi per ottenere la promozione, la capolista Ascoli viene battuta (3-1), la settimana successiva si sbanca l'Olimpico laziale, con un memorabile (3-4). Nonostante la sconfitta di Cagliari in chiusura di torneo, il Vicenza sale in Serie A da terza con 46 punti, niente male per una neopromossa. Il 26 agosto 1986 la promozione viene però revocata per illecito sportivo, per presunte partite combinate. La splendida cavalcata dei ragazzi di Bruno Giorgi, viene vanificata dal verdetto della C.A.F. in seguito al Totonero-bis, che promuove l'Empoli giunto quarto. Sono salite in Serie A anche l'Ascoli che ha vinto il torneo con 50 punti, ed il Brescia secondo con 47 punti.
Discreto anche il percorso del L.R. Vicenza nella Coppa Italia, nel secondo girone di qualificazione, disputato prima del campionato, vince il raggruppamento con 7 punti, frutto di due vittorie e tre pareggi, in seguito nei mesi invernali negli ottavi di finale, viene estromessa dalla Sampdoria nel doppio confronto.

## Divise e sponsor
Le divise del Lanerossi Vicenza furono prodotte dall'Adidas. Lo sponsor ufficiale era Acqua Recoaro.
| Casa | Trasferta |  |

## Calciomercato
| Acquisti | Acquisti          | Acquisti  | Acquisti   |
| R.       | Nome              | da        | Modalità   |
| -------- | ----------------- | --------- | ---------- |
| D        | Cesare Cattaneo   | Varese    | definitivo |
| C        | Daniele Fortunato | Legnano   | definitivo |
| C        | Gabriele Savino   | Carrarese | definitivo |

| Cessioni | Cessioni              | Cessioni   | Cessioni                    |
| R.       | Nome                  | a          | Modalità                    |
| -------- | --------------------- | ---------- | --------------------------- |
| P        | Claudio Maiani        |            | fine carriera               |
| C        | Piergiorgio Zanandrea | Centese    | definitivo                  |
| A        | Roberto Baggio        | Fiorentina | definitivo (2,7 miliardi £) |
| A        | Paolo Mariani         | Carrarese  | definitivo                  |

## Rosa
| N. |                   | Ruolo | Calciatore           |
| -- | ----------------- | ----- | -------------------- |
|    | Italia (bandiera) | P     | Massimo Mattiazzo    |
|    | Italia (bandiera) | P     | Ennio Dal Bianco     |
|    | Italia (bandiera) | D     | Alfonso Bertozzi     |
|    | Italia (bandiera) | D     | Cesare Cattaneo      |
|    | Italia (bandiera) | D     | Giuseppe Mascheroni  |
|    | Italia (bandiera) | D     | Paolo Mazzeni        |
|    | Italia (bandiera) | D     | Danio Montani        |
|    | Italia (bandiera) | D     | Giuseppe Pallavicini |
|    | Italia (bandiera) | D     | Luigino Pasciullo    |
|    | Italia (bandiera) | C     | Franco Cerilli       |

| N. |                   | Ruolo | Calciatore           |
| -- | ----------------- | ----- | -------------------- |
|    | Italia (bandiera) | C     | Roberto Filippi      |
|    | Italia (bandiera) | C     | Daniele Fortunato    |
|    | Italia (bandiera) | C     | Andrea Messersì      |
|    | Italia (bandiera) | C     | Eligio Nicolini      |
|    | Italia (bandiera) | C     | Gabriele Savino      |
|    | Italia (bandiera) | C     | Maurizio Schincaglia |
|    | Italia (bandiera) | A     | Alberto Briaschi     |
|    | Italia (bandiera) | A     | Maurizio Lucchetti   |
|    | Italia (bandiera) | A     | Antonio Rondon       |

## Risultati

### Serie B

#### Girone di andata
| Arbitro: | D'Innocenzo (Ciampino) |

|  |           |               |
|  | Marcatori | 55’ Lucchetti |

| Arbitro: | Da Pozzo (Monza) |

|               |           |              |
| Pasciullo 55’ | Marcatori | 88’ Ferraris |

| Arbitro: | Bruschini (Firenze) |

|               |           |  |
| Di Nicola 46’ | Marcatori |  |

| Arbitro: | Pirandola (Lecce) |

|                                                 |           |                                   |
| Lucchetti 7’ Mascheroni 17’ Eligio Nicolini 17’ | Marcatori | 35’ (rig.) De Vecchi 47’ Pradella |

| Arbitro: | Luci (Firenze) |

|               |           |  |
| Maritozzi 51’ | Marcatori |  |

| Arbitro: | Pellicanò (Reggio Calabria) |

|              |           |               |
| Vincenzi 21’ | Marcatori | 57’ Lucchetti |

| Arbitro: | Boschi (Parma) |

|                            |           |  |
| El. Nicolini 6’ Savino 74’ | Marcatori |  |

| Arbitro: | Esposito (Torre del Greco) |

|           |           |              |
| Picci 42’ | Marcatori | 29’ Bertozzi |

| Arbitro: | Da Pozzo (Monza) |

|                     |           |  |
| Nicolini 74’ (rig.) | Marcatori |  |

| Arbitro: | Frigerio (Milano) |

|                   |           |                           |
| Muraro 25’ (rig.) | Marcatori | 12’ Montani 39’ Lucchetti |

| Arbitro: | Redini (Pisa) |

|             |           |  |
| Perrone 16’ | Marcatori |  |

| Arbitro: | Magni (Bergamo) |

|  |           |             |
|  | Marcatori | 52’ Barozzi |

| Arbitro: | Fabricatore (Roma) |

|            |           |               |
| Rondon 30’ | Marcatori | 20’ Nicoletti |

| Arbitro: | Biancardi (Siena) |

|                                                   |           |                             |
| Di Giovanni 17’ P. Iachini 58’ (rig.), 85’ (rig.) | Marcatori | 30’ El. Nicolini 40’ Rondon |

| Arbitro: | Lamorgese (Potenza) |

|              |           |  |
| Bertozzi 35’ | Marcatori |  |

| Arbitro: | Testa (Prato) |

|  |           |                                     |
|  | Marcatori | 58’ (aut.) Ceriello 74’ (aut.) Masi |

| Arbitro: | Vecchiatini (Bologna) |

|            |           |          |
| Rondon 12’ | Marcatori | 71’ Piga |

| Pescara 12 gennaio 1986, ore 15.00 18ª giornata | Pescara           | 0 – 0 referto | Lanerossi Vicenza | Stadio Adriatico\| Arbitro: \| Frigerio (Milano) \| |
| Arbitro:                                        | Frigerio (Milano) |               |                   |                                                     |

| Arbitro: | Da Pozzo (Monza) |

|                          |           |  |
| Rondon 32’ Fortunato 44’ | Marcatori |  |

#### Girone di ritorno
| Arbitro: | Tubertini (Bologna) |

|                                                                             |           |                                                 |
| Fortunato 15’ Savino 17’ El. Nicolini 26’ (rig.) Bertozzi 75’ Lucchetti 89’ | Marcatori | 21’ Boccafresca 43’ (rig.) Papais 64’ Antonelli |

| Arbitro: | Lombardo (Marsala) |

|                    |           |  |
| Montani 17’ (aut.) | Marcatori |  |

| Arbitro: | Lamorgese (Potenza) |

|                                |           |             |
| El. Nicolini 18’ Pasciullo 82’ | Marcatori | 27’ Fattori |

| Arbitro: | Redini (Pisa) |

|           |           |              |
| Ferri 28’ | Marcatori | 75’ Bertozzi |

| Vicenza 23 febbraio 1986 24ª giornata | Lanerossi Vicenza | 0 – 0 referto | Brescia | Stadio Romeo Menti\| Arbitro: \| Paparesta (Bari) \| |
| Arbitro:                              | Paparesta (Bari)  |               |         |                                                      |

| Arbitro: | Boschi (Parma) |

|                                                 |           |            |
| Savino 35’ Bertozzi 67’ El. Nicolini 73’ (rig.) | Marcatori | 27’ Destro |

| Arbitro: | Magni (Bergamo) |

|                                         |           |                                                     |
| Toti 15’ Garlini 33’ (rig.), 68’ (rig.) | Marcatori | 43’, 55’ Rondon 73’ (rig.) El. Nicolini 79’ Montani |

| Arbitro: | Gabbrielli (Prato) |

|                                |           |  |
| El. Nicolini 69’ Fortunato 90’ | Marcatori |  |

| Empoli 29 marzo 1986 28ª giornata | Empoli            | 0 – 0 referto | Lanerossi Vicenza | Stadio Carlo Castellani\| Arbitro: \| Mattei (Macerata) \| |
| Arbitro:                          | Mattei (Macerata) |               |                   |                                                            |

| Arbitro: | Fabricatore (Roma) |

|                               |           |              |
| Rondon 73’, 82’ Lucchetti 77’ | Marcatori | 51’ Ugolotti |

| Arbitro: | Amendolia (Messina) |

|              |           |  |
| Bertozzi 65’ | Marcatori |  |

| Arbitro: | D'Elia (Salerno) |

|              |           |  |
| Agostini 57’ | Marcatori |  |

| Arbitro: | Mattei (Macerata) |

|                           |           |                            |
| Bongiorni 73’ Chiorri 82’ | Marcatori | 11’ Savino 36’ Schincaglia |

| Vicenza 11 maggio 1986 33ª giornata | Lanerossi Vicenza | 0 – 0 referto | Triestina | Stadio Romeo Menti\| Arbitro: \| Pieri (Genova) \| |
| Arbitro:                            | Pieri (Genova)    |               |           |                                                    |

| Arbitro: | Longhi (Roma) |

|             |           |             |
| Logarzo 37’ | Marcatori | 10’ Mazzeni |

| Arbitro: | Pezzella (Frattamaggiore) |

|            |           |  |
| Savino 59’ | Marcatori |  |

| Arbitro: | Redini (Pisa) |

|              |           |              |
| Messersì 41’ | Marcatori | 65’ Falcetta |

| Arbitro: | Lombardo (Marsala) |

|               |           |             |
| Lucchetti 55’ | Marcatori | 56’ Ronzani |

| Arbitro: | Coppetelli (Tivoli) |

|           |           |  |
| Piras 76’ | Marcatori |  |

### Coppa Italia

#### Secondo girone
| Vicenza 21 agosto 1985 1ª giornata | Lanerossi Vicenza | 0 – 0 | Salernitana | Stadio Romeo Menti\| Arbitro: \| Novi (Pisa) \| |
| Arbitro:                           | Novi (Pisa)       |       |             |                                                 |

| Arbitro: | Longhi (Roma) |

|             |           |  |
| Filippi 30’ | Marcatori |  |

| Arbitro: | Baldi (Roma) |

|                    |           |               |
| Mazzeni 44’ (aut.) | Marcatori | 57’ Pasciullo |

| Arbitro: | Frigerio (Milano) |

|                       |           |           |
| Savino 20’ Rondon 48’ | Marcatori | 21’ Da Re |

| Arbitro: | Luci (Firenze) |

|                                     |           |                          |
| Mascheroni 5’ (aut.) De Martino 20’ | Marcatori | 17’ Rondon 74’ Lucchetti |

#### Ottavi di finale
| Arbitro: | Pirandola (Lecce) |

|                                      |           |  |
| Lorenzo 41’ (rig.), 62’ Matteoli 76’ | Marcatori |  |

| Arbitro: | Longhi (Roma) |

|                                      |           |                        |
| Schincaglia 6’ Pellegrini 41’ (aut.) | Marcatori | 17’ Vialli 51’ Salsano |

## Statistiche

### Statistiche di squadra
| Competizione | Punti  | In casa | In casa | In casa | In casa | In casa | In casa | In trasferta | In trasferta | In trasferta | In trasferta | In trasferta | In trasferta | Totale | Totale | Totale | Totale | Totale | Totale | DR  |
| Competizione | Punti  | G       | V       | N       | P       | Gf      | Gs      | G            | V            | N            | P            | Gf           | Gs           | G      | V      | N      | P      | Gf     | Gs     | DR  |
| ------------ | ------ | ------- | ------- | ------- | ------- | ------- | ------- | ------------ | ------------ | ------------ | ------------ | ------------ | ------------ | ------ | ------ | ------ | ------ | ------ | ------ | --- |
| Serie B      | 46     | 19      | 12      | 6       | 1       | 30      | 13      | 19           | 4            | 8            | 7            | 18           | 20           | 38     | 16     | 14     | 8      | 48     | 33     | +15 |
| Coppa Italia | Ottavi | 4       | 2       | 2       | 0       | 5       | 3       | 3            | 0            | 2            | 1            | 3            | 6            | 7      | 2      | 4      | 1      | 8      | 9      | -1  |
| Totale       | 46     | 23      | 14      | 8       | 1       | 35      | 13      | 22           | 4            | 10           | 8            | 21           | 26           | 45     | 18     | 18     | 9      | 56     | 42     | +14 |

### Statistiche dei giocatori
| Giocatore      | Serie B  | Serie B | Serie B     | Serie B    | Coppa Italia | Coppa Italia | Coppa Italia | Coppa Italia | Totale   | Totale | Totale      | Totale     |
| Giocatore      | Presenze | Reti    | Ammonizioni | Espulsioni | Presenze     | Reti         | Ammonizioni  | Espulsioni   | Presenze | Reti   | Ammonizioni | Espulsioni |
| -------------- | -------- | ------- | ----------- | ---------- | ------------ | ------------ | ------------ | ------------ | -------- | ------ | ----------- | ---------- |
| A. Bertozzi    | 32       | 6       | ?           | ?          | ?            | ?            | ?            | ?            | 32+      | 6+     | ?           | ?          |
| A. Briaschi    | 1        | 0       | ?           | ?          | ?            | ?            | ?            | ?            | 1+       | 0+     | ?           | ?          |
| C. Cattaneo    | 6        | 0       | ?           | ?          | ?            | ?            | ?            | ?            | 6+       | 0+     | ?           | ?          |
| F. Cerilli     | 11       | 0       | ?           | ?          | ?            | ?            | ?            | ?            | 11+      | 0+     | ?           | ?          |
| E. Dal Bianco  | 0        | 0       | 0           | 0          | ?            | ?            | ?            | ?            | 0+       | 0+     | 0+          | 0+         |
| R. Filippi     | 24       | 0       | ?           | ?          | ?            | ?            | ?            | ?            | 24+      | 0+     | ?           | ?          |
| D. Fortunato   | 33       | 3       | ?           | ?          | ?            | ?            | ?            | ?            | 33+      | 3+     | ?           | ?          |
| M. Lucchetti   | 34       | 7       | ?           | ?          | ?            | ?            | ?            | ?            | 34+      | 7+     | ?           | ?          |
| G. Mascheroni  | 37       | 1       | ?           | ?          | ?            | ?            | ?            | ?            | 37+      | 1+     | ?           | ?          |
| M. Mattiazzo   | 38       | -33     | ?           | ?          | ?            | ?            | ?            | ?            | 38+      | -33+   | ?           | ?          |
| P. Mazzeni     | 34       | 1       | ?           | ?          | ?            | ?            | ?            | ?            | 34+      | 1+     | ?           | ?          |
| A. Messersì    | 33       | 1       | ?           | ?          | ?            | ?            | ?            | ?            | 33+      | 1+     | ?           | ?          |
| D. Montani     | 30       | 2       | ?           | ?          | ?            | ?            | ?            | ?            | 30+      | 2+     | ?           | ?          |
| E. Nicolini    | 31       | 9       | ?           | ?          | ?            | ?            | ?            | ?            | 31+      | 9+     | ?           | ?          |
| G. Pallavicini | 20       | 0       | ?           | ?          | ?            | ?            | ?            | ?            | 20+      | 0+     | ?           | ?          |
| L. Pasciullo   | 37       | 2       | ?           | ?          | ?            | ?            | ?            | ?            | 37+      | 2+     | ?           | ?          |
| A. Rondon      | 33       | 2       | ?           | ?          | ?            | ?            | ?            | ?            | 33+      | 2+     | ?           | ?          |
| G. Savino      | 35       | 5       | ?           | ?          | ?            | ?            | ?            | ?            | 35+      | 5+     | ?           | ?          |
| M. Schincaglia | 18       | 1       | ?           | ?          | ?            | ?            | ?            | ?            | 18+      | 1+     | ?           | ?          |